# Інгресивне залягання
Інгресивне залягання (рос. ингрессивное залегание, англ. ingressive overlap, нім. ingressive Lagerung f) — вид трансгресивного залягання морських відкладів, що виповнює зниження древнього рельєфу і притуленого до схилів, що складені древнішими породами.